# Priuràlovka
Priuràlovka (en rus: Приураловка) és un poble de Baixkíria, a Rússia, que en el cens del 2010 tenia 55 habitants. Pertany al districte d'Arkhànguelskoie.